# Sivas
Pour les articles homonymes, voir Sivas (homonymie).
Sivas (anciennement Sébaste ou Sébastée ; en kurde Sêwas ; en grec Σεβάστεια ; en arménien Սեբաստիա) est une ville de Turquie, appartenant à la province de Sivas. La ville comptait 296 402 habitants au recensement de 2007.
Ville du Nord-Est de la Cappadoce , construite dans la vallée du Kızılırmak (l'ancien Halys), Sivas est située sur la route ouest-est entre Charsianon et Colonée, à la jonction avec une route nord-sud menant à Malatya (l'ancienne Mélitène). Le berger d'Anatolie (berger Kangal) est une race de chiens originaires de Sivas.

## Histoire

### Période des premières civilisations
Intégrée dans l'empire hittite depuis au moins 1700 avant Jésus-Christ, la ville fut appelée "Tilgarimmu" par les Néo-Hittites (ce qui correspond plus précisément au district de Gürün) . Le lac de Supitassu mentionné dans les textes hittites comme étant un lac sacré était utilisé pour célébrer l'arrivée du printemps par un rituel. Ainsi, le roi Thudaliya IV devait se rendre de Hattusa (la capitale) à Sarussa pour présider la cérémonie du culte du Dieu l'orage et de la Deesse Anzili. Il se purifiait puis purifiait les deux idoles. Il s'inclinait devant les idoles et faisait des offrandes de pain à la source d'eau Supitassu et aux deux idoles. Le roi se rend ensuite au palais de Sarissa pour participer à un événement ou l'on boit, joue de la Lyre et où les Hattis chantent. Le roi doit boire en l'honneur de diverses divinités dont la principale est le Dieu de l'orage. Ces rituels se déroulaient dans l'actuel Paşaköy (sud de Sivas), qui était une importante cité du nom de Sarissa et qui se trouvait près du lac sacré (Supitassu). On y trouve actuellement les ruines du palais et du sanctuaire.
En 800 av. J.-C., Sivas fut envahie par les Cimmériens et les Scythes. Elle fut ensuite sous la souveraineté des Mèdes au début du VIe siècle av. J.-C. et sous celle des Perses au milieu du même siècle (-600). En 400 avant J.-C., la ville fut conquise par Alexandre le Grand.

### Les quarante martyrs
Dans la tradition hagiographique byzantine, Sébastée est le lieu de supplice des Quarante Martyrs : soldats de la Legio XII Fulminata, sous Licinius en 324, ils furent condamnés pour leur foi chrétienne à rester nus la nuit dans un lac gelé où ils moururent de froid. L’épisode rapporté par Basile le Grand (PG 31, 508-40), et localisé par Éphrem le Syrien à Sébastée, acquit une grande popularité, et influença les légendes hagiographiques similaires des Cinq Martyrs de Sébastée et des Quarante-Deux Martyrs d’Amorion. Le thème connut également une riche tradition iconographique (ivoires, mosaïques, fresques). 

### Époque byzantine
Sébastée est la capitale de la province d'Arménie et de sa métropole ecclésiastique vers 400. Fortifiée par Justinien, elle est détruite par Chosroès Ier en 575, rebâtie et attaquée par les Arabes au VIIe siècle.
D’abord ville du thème des Arméniaques, elle est élevée au rang de cleisourie par Léon VI le Sage avant 908, puis à celui de thème avant 911, avec un territoire s’étendant vers la frontière orientale jusqu’à Téphriké et Mélitène, mais qui est réduit par la suite au Xe siècle. Une importante immigration arménienne transforme progressivement Sébastée, qui devient un évêché de l’Église arménienne en 986. Basile II la concède en 1019 au prince arménien Sénachérim Arcruni, ancien archonte du Vaspourakan, dont les successeurs continuent d’administrer la ville pour le compte de l’Empire.
En 1059, la ville est prise une première fois par les Turcs qui la trouvent dépourvue de remparts. Les princes arméniens en retrouvent rapidement le contrôle, et bénéficient de l’aide de l'empereur byzantin Romain IV en deux occasions pour repousser les Turcs en 1068 et 1069. Manuel Comnène, fils du curopalate Jean Comnène, y subit en revanche, dans les environs, une très lourde défaite en 1070.
Les relations entre Grecs et Arméniens dans la ville sont très mauvaises lorsque Romain IV y passe lors de la campagne de Mantzikert. L’épisode rapporté par Mathieu d’Édesse selon lequel l’empereur aurait fait massacrer par ses troupes les Arméniens de la ville pour les punir d’avoir collaboré avec les Turcs paraît peu crédible. Malgré la défaite de 1071, la ville reste sous contrôle arménien jusqu’en 1078 au moins (jusqu’en 1074 sous domination nominale byzantine), mais elle est conquise par les Danichmendides entre 1085 et 1092, et échappe définitivement au contrôle byzantin.

### Époque seldjoukide et ottomane

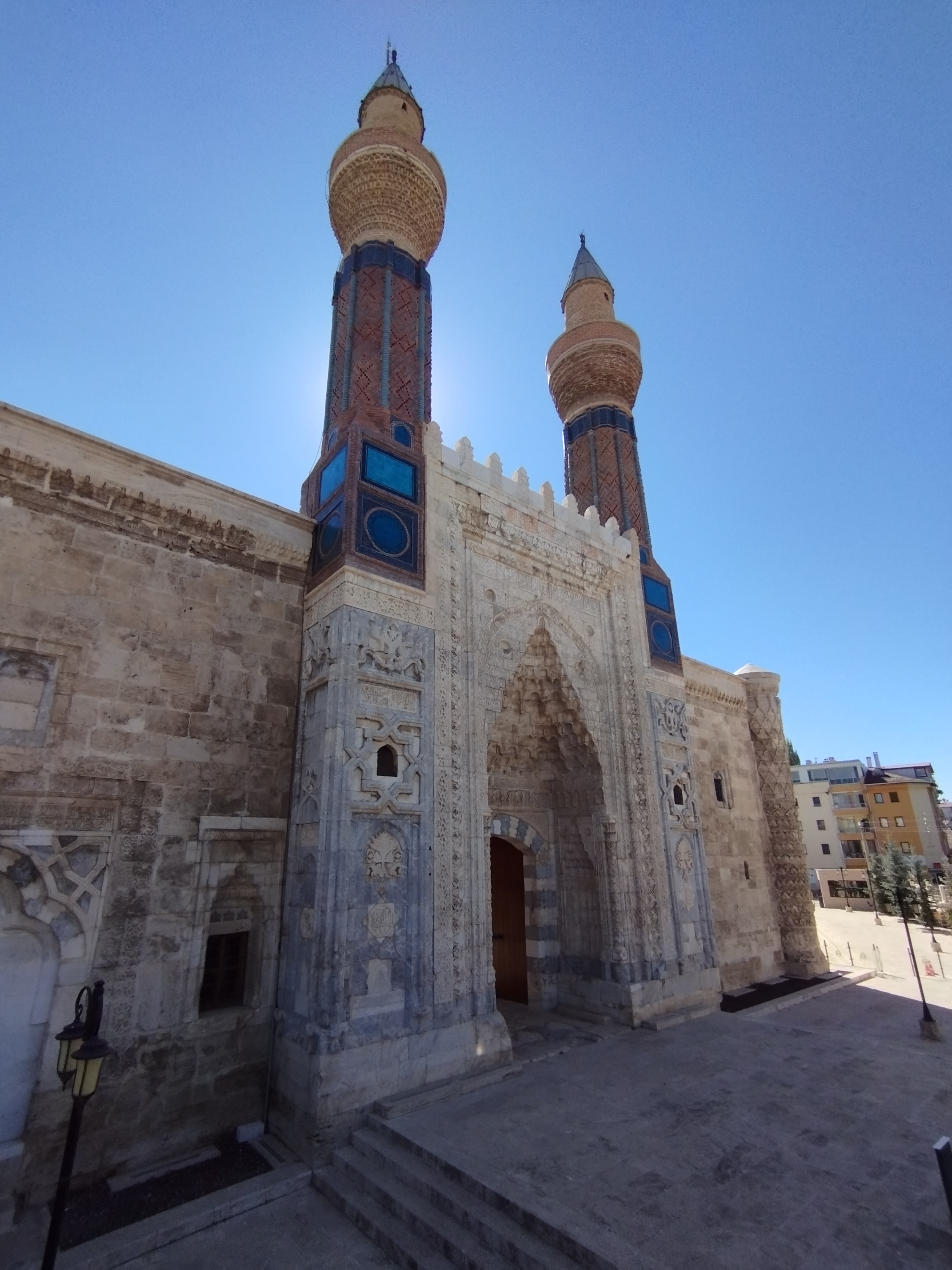
Gök medrese - Sivas

En 1174, la ville est conquise par le sultan seldjouke Kılıç Arslan II et devient la capitale du sultanat de Roum. La ville est alors un centre de commerce et de culture. Elle possède plusieurs medersas qui servent de lieu de transmission du savoir aussi bien religieux que scientifique.
L'hôpital de Sivas, créé en 1217 comme fondation pieuse (waqf) par le sultan Izz ad-Dîn Kay Kâwus, est considéré comme un chef-d'œuvre de l'architecture seldjoukide. Le mausolée du fondateur est dressé à l'aile sud. Le bâtiment est transformé en medersa vers 1755-1768, puis en dépôt militaire en 1916.

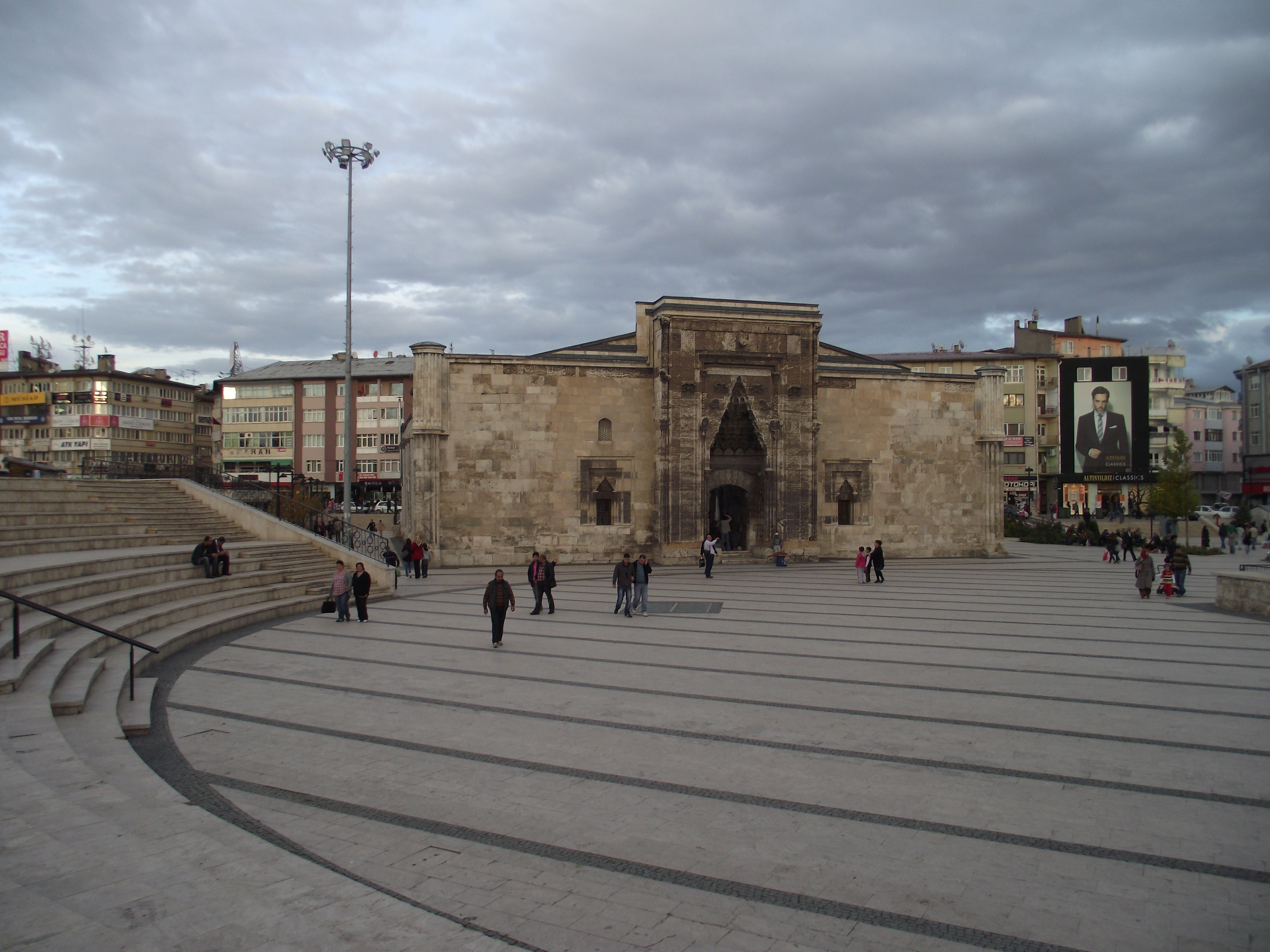
Buruciye medresesi

Le sultan ottoman Bayezid Ier s'empare de la ville en 1398. Elle est conquise ensuite par Tamerlan en 1400 : les quatre mille soldats chrétiens de la garnison auraient été enterrés vivants après leur capitulation. La ville redevint ottomane en 1408. Jusqu'au XIXe siècle, elle est la capitale de la province de Roum qui devient en 1867 le vilayet de Sivas.
Durant le génocide des Arméniens (1915-1916), de nombreux convois de déportés partent de Sivas en direction du sud vers les camps de concentration de Kangal, Malatya ou les déserts de Syrie et de Mésopotamie,.

### Sivas à l'époque contemporaine

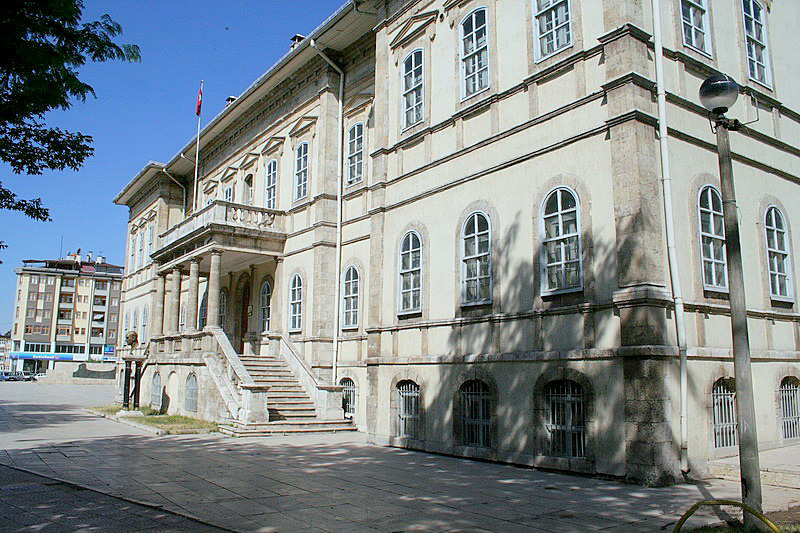
Bâtiment dans lequel eut lieu le congrès de Sivas

#### Le Congrès de Sivas (1919)
Le congrès de Sivas (en), qui jette les fondations de la République turque, s’y tient du 4 au 11 septembre 1919.

#### La révolte de Koçgiri (1920-1921)
En 1920, les tribus kurdes du Koçgiri à l’est de Sivas se révoltent contre le pouvoir central dans le but d’établir un Etat kurde dans la région. Le soulèvement est vaincu début avril 1921. Il s'agit de la première grande révolte kurde du XXe siècle.

#### Le massacre deMadımak(1993)
Le 2 juillet 1993, l’hôtel Madımak qui accueille les artistes participants au Festival Pir Sultan Abdal, un événement culturel alévie, est incendié lors d'une émeute menée par des fondamentalistes sunnites. La fureur de la foule avait été déclenchée par la présence de l’écrivain Aziz Nesin, traducteur en turc des Versets sataniques de Salman Rushdie et connu pour son athéisme et ses propos anti-islamiques. L’incendie fait 36 victimes, principalement des intellectuels, des musiciens et des artistes alévis, dont l’aşık Muhlis Akarsu, un anthropologue néerlandais et Hasret Gültekin.

## Culture
La culture de Sivas est très riche, du fait de sa géographie humaine, ethnique et linguistique complexe : on y parle le turc, le kurmandji et le zaza, on y trouve des sunnites, des alévites et des chrétiens (en petite minorité), des Turcs, des Kurdes et des Turkmènes.

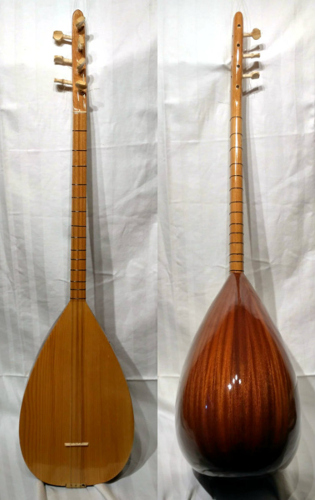
Saz

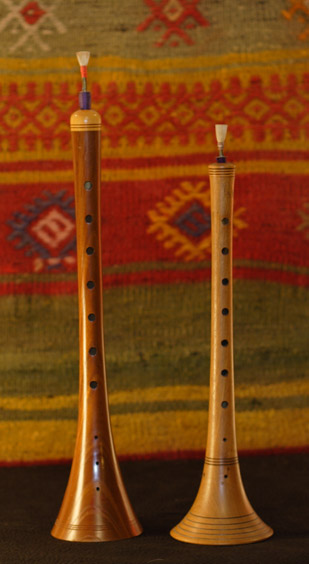
Zournas

La province de Sivas se trouve entre l'Anatolie centrale et la région de la mer noire. Elle a également accueilli quelques immigrés originaires du Caucase et des Balkans, ce qui fait qu'elle a une culture très riche. Quelques districts du Nord de Sivas tels que Suşehri, Akıncılar, Gölova et Koyulhisar possèdent une culture typique de la mer noire. Ils ont donc un accent de la mer noire, dansent le Horon, jouent des instruments tels que le zurna, le Davul, le kemençe et le tulum. Tandis que dans le reste de la province, c'est la culture typique d'Anatolie qui est pratiquée. On y joue du Saz, chantent des chansons d'amour. Et dans quelques villages caucasiens on y pratique des danses et joue de l'instrument typique de Circassie.
La province de Sivas est habitée par une grande majorité de turcs qui représentent 90% de la population, 5% sont des circassiens et les autres 5% restants sont des Zazas et Kurdes. Une forte communauté alévie (courant religieux islamique voir : alévisme) est présente.

## Cuisine
- Etli ekmek